# Horní Bečva
Horní Bečva är en ort i Tjeckien.   Den ligger i distriktet Okres Vsetín och regionen Zlín, i den östra delen av landet, 290 km öster om huvudstaden Prag. Horní Bečva ligger 508 meter över havet och antalet invånare är 2 420.
Terrängen runt Horní Bečva är huvudsakligen kuperad. Horní Bečva ligger nere i en dal. Runt Horní Bečva är det ganska glesbefolkat, med 34 invånare per kvadratkilometer. Närmaste större samhälle är Rožnov pod Radhoštěm, 10,9 km väster om Horní Bečva. I omgivningarna runt Horní Bečva växer i huvudsak blandskog.